# Śródka (województwo warmińsko-mazurskie)
Śródka (dawniej niem. Mittelgut) – wieś w Polsce położona w województwie warmińsko-mazurskim, w powiecie olsztyńskim, w gminie Gietrzwałd. W latach 1975–1998 miejscowość położona była w województwie olsztyńskim.

## Historia
W 1554 roku wieś obejmowała 15 włók oraz kawałek lasu i należała do Anthonius Borcka. Poprzednim właścicielem był Peter von Dohna, który oddał wieś w dzierżawę za czynsz roczny w wysokości marki. W czasie pierwszej wojny polsko-szwedzkiej wieś doznała zniszczeń, świadczy o tym brak wpływów podatkowych. W czasie drugiej wojny polsko-szwedzkiej mieszkańcy wsi uciekli pod kuratelę Polski a wieś opustoszała.
W 1660 roku na 12 włókach gospodarowało czterech chłopów: Hans Behrend, Friedrich Neumann, Andreas Krüger i Andreas Pohl. W 1699 r. mieszkali: Behrend, Neumann, Pohl i Marklowitz. Dane z 1714 roku mówią, że na 12 włokach gospodarowało trzech chłopów.